# Selma Dritz

Selma K. Dritz, ảnh chụp năm 1988.

Selma Kaderman Dritz (ngày 29 tháng 6 năm 1917 – ngày 3 tháng 9 năm 2008) là một bác sĩ và nhà dịch tễ học người Mỹ làm việc tại San Francisco, California, thường theo dõi các trường hợp đầu tiên được biết đến của Hội chứng suy giảm miễn dịch mắc phải (AIDS) vào đầu những năm 1980.

## Thiếu thời
Selma Dritz chào đời tại Chicago, IL, vào ngày 29 tháng 6 năm 1917. Dritz yêu âm nhạc và bắt đầu sự nghiệp với tư cách là một nghệ sĩ hòa nhạc dương cầm trước khi quyết định rằng cuối cùng bà muốn giúp đỡ người khác thông qua vai trò của mình trong lĩnh vực y tế.
Dritz theo học ngành y tại Đại học Illinois, và lấy bằng y khoa (MD) về nhi khoa. Sau đó, bà tiếp tục lấy bằng thạc sĩ y tế công cộng (MPH) tại Trường Y tế Công cộng Berkeley, Đại học California vào năm 1967 để bổ sung cho bằng cấp y khoa của mình.

## Sự nghiệp
Năm 1968, bà được Thành phố San Francisco thuê làm trợ lý Giám đốc của Cục kiểm soát Bệnh Truyền nhiễm Sở Y tế. Bà bắt tay vào làm việc và theo dõi các mối quan tâm về sức khỏe cộng đồng nói chung, như ngộ độc thực phẩm và cúm. Mười ba năm sau, cùng với Erwin Braff, giám đốc cục, Dritz đã lưu ý đến một dạng viêm phổi hiếm gặp và một dạng ung thư hiếm gặp, Kaposi's sarcoma, cả hai đều gây đau đớn cho những người đồng tính nam, và cho đến thời điểm này, chỉ ảnh hưởng đến đàn ông Địa Trung Hải. Bà bèn chuyển thông tin đến Trung tâm Kiểm soát Dịch bệnh ở Atlanta. Dữ liệu này cùng với dữ liệu của những người khác đã trở thành đại dịch AIDS đầu tiên. HIV/AIDS làm giảm hệ thống miễn dịch của người bị ảnh hưởng, khiến họ trở thành mục tiêu dễ dàng hơn đối với virus và các bệnh khác, như viêm phổi và ung thư. Bà bắt đầu thiết lập nguyên nhân và dịch tễ học về cái được gọi là Hội chứng suy giảm miễn dịch mắc phải, thường được biết đến với tên viết tắt là AIDS.
Dritz từng viết một bài báo cho Tạp chí Y học New England có tên là "Các Khía cạnh Y tế của Đồng tính luyến ái" vào năm 1980. Trong bài báo này đã đưa ra lời giải thích một số tình huống y tế và xã hội chính cho phép căn bệnh lây lan nhanh chóng, một trong số đó là nhà tắm công cộng mà bà đã đóng cửa, do căn bệnh lây lan nhanh.
Bác sĩ Dritz đã có một tác động lớn trong sự nghiệp của mình liên quan đến AIDS. Sau khi bà tiên phong phát hiện ra căn bệnh này, nhiều người đã tìm đến bà để xin lời khuyên và câu trả lời. Trong cộng đồng San Francisco của mình, bà được biết đến như một người đối mặt với dịch bệnh và không chịu lùi bước. Bà tiếp tục giáo dục tất cả mọi người về những rủi ro của căn bệnh, không chỉ những người trong cộng đồng đồng tính nam hay LGBTQ. Mặc dù sự tập trung của bà là vào cộng đồng này trong phần lớn sự nghiệp, nhưng nỗ lực và nghiên cứu mà bà đã bỏ ra để tìm hiểu về căn bệnh này đã giúp ích và tiếp tục giúp đỡ tất cả những người bị ảnh hưởng bởi căn bệnh khủng khiếp này.

## AIDS
Vào thời của Dritz, AIDS thường được đặt ra là "Bệnh dịch Đồng tính" hoặc "Ung thư Đồng tính". Bà đã từ chối những thuật ngữ này, nhấn mạnh thuật ngữ chính thức của "Hội chứng suy giảm miễn dịch mắc phải". Những đứa con luôn chọc ghẹo và trêu đùa mẹ mình, gọi bà là "mẹ đầu đàn của những người đồng tính nam". Khi bà đưa ra một số quyết định không phổ biến, như đóng cửa nhà tắm công cộng trong một thời gian, mà bà cho là giảm thiểu rủi ro sẽ làm giảm tử vong.
Bác sĩ Dritz đã được giới thiệu trong And The Band Played On, một cuốn sách năm 1987 của Randy Shilts về những ngày đầu của căn bệnh. Tác phẩm của Dritz được giới thiệu trong bộ phim chuyển thể And The Band Played On, vai của bà do Lily Tomlin đóng. Trong phim, bà được gọi là "Attila Rợ Hung" với vai trò trong việc ngăn chặn sự lây lan của AIDS.

## Đời tư
Dritz kết hôn với Tiến sĩ H. Fred Dritz vào năm 1943 và có ba đứa con: Ronald, Deborah và Ariel. Hai người chính thức ly dị vào năm 1973.

## Cái chết
Bà qua đời năm 2008, hưởng thọ 91 tuổi, tại Trung tâm Hưu trí Nhà Claremont ở Oakland, California. Kể từ khi Dritz qua đời, bà thường được nhắc đến trong suốt quá trình nghiên cứu về lịch sử AIDS. Một cái nhìn vào cuộc đời của Dritz là có thể thông qua Selma Dritz Papers. Bộ sưu tập có hình ảnh, thư từ, nghiên cứu và các tài liệu khác. Những bài viết khoa học này đã cho phép công việc của bà tiếp tục đến ngày hôm nay và giúp đỡ không chỉ những người trong cộng đồng LGBTQ, mà tất cả những người bị ảnh hưởng bởi HIV/AIDS.